# Indonezyjska Partia Sprawiedliwości i Jedności
Indonezyjska Partia Sprawiedliwości i Jedności (indonez. Partai Keadilan dan Persatuan Indonesia) – założona w 1999 r. indonezyjska partia polityczna.

## Historia
Ugrupowanie powstało 15 stycznia 1999 roku w wyniku podziału wewnątrz partii Golkar. Grupa generałów związanych politycznie z okresem Nowego Ładu, skupionych wokół emerytowanego generała Eddiego Sudrajata w grudniu 1998 ogłosiła opuszczenie szeregów partii. Powodem takiej decyzji był sprzeciw wobec wzrostu tendencji reformatorskich wewnątrz Golkar po upadku reżimu generała Suharto. W opinii członków PKPI, Golkar miał również sprzeniewierzyć się zasadom Pancasili osłabiając tym samym podstawy funkcjonowania Republiki Indonezji. 

## Wyniki wyborcze
W wyborach parlamentarnych w 1999 roku ugrupowanie zdobyło 1,1% głosów, usykując 4 mandaty w Ludowej Izbie Reprezentantów. W kolejnych wyborach w 2004 roku partia zdobyła 1,26% głosów i 1 mandat parlamentarny. Pięć lat później w 2009 roku, PKPI uzyskała 0,9% procent głosów, nie zdobywając żadnego miejsca w parlamencie indonezyjskim. W wyborach w 2014 roku na partię zagłosowało 0,91% wyborców. W kolejnych wyborach zorganizowanych w 2019 roku ugrupowanie ponownie nie uzyskało żadnego mandatu.
| Wybory | Poparcie | Zmiana punktów procentowych | Mandaty | Zmiana |
| ------ | -------- | --------------------------- | ------- | ------ |
| 1999   | 1,1%     | –                           | 4       | –      |
| 2004   | 1,26%    | 0,15                        | 1       | 3      |
| 2009   | 0,90%    | 0,36                        | 0       | 1      |
| 2014   | 0,91%    | 0,01                        | 0       | –      |
| 2019   | 0,22%    | 0,69%                       | 0       | -      |